# Női röplabdatorna az 1984. évi nyári olimpiai játékokon
Az 1984. évi nyári olimpiai játékokon a női röplabdatornát július 30. és augusztus 9. között rendezték. A tornán 8 nemzet csapata vett részt.
Az NDK, a Szovjetunió, Kuba és az Afrika-válogatott nem vett részt a tornán, helyettük az NSZK, Peru, Kanada és Japán szerepelt.

## Lebonyolítás
A 8 résztvevőt 2 darab 4 csapatos csoportba sorsolták. Körmérkőzések döntötték el a csoportok végeredményét. A csoportból az első két helyezett jutott tovább az elődöntőbe. Az elődöntő győztesei játszották a döntőt, a vesztesek a bronzéremért mérkőzhettek. A csoportok harmadik és negyedik helyezettjei az 5–8. helyért játszhattak.

## Csoportkör
| Színmagyarázat                                                             |
| -------------------------------------------------------------------------- |
| A csoportok első két helyezettje bejutott az elődöntőbe.                   |
| A csoportok harmadik és negyedik helyezettjei az 5–8. helyért játszhattak. |

### A csoport
|                        |      | Mérkőzések | Mérkőzések | Szettek | Szettek | Szettek | Pontok | Pontok | Pontok |
| Csapat                 | Pont | Gy         | V          | Sz+     | Sz–     | SzA     | P+     | P–     | PA     |
| ---------------------- | ---- | ---------- | ---------- | ------- | ------- | ------- | ------ | ------ | ------ |
| Egyesült Államok (USA) | 6    | 3          | 0          | 9       | 3       | 3,000   | 167    | 139    | 1,201  |
| Kína (CHN)             | 5    | 2          | 1          | 7       | 3       | 2,333   | 144    | 101    | 1,426  |
| NSZK (FRG)             | 4    | 1          | 2          | 3       | 6       | 0,500   | 93     | 126    | 0,738  |
| Brazília (BRA)         | 3    | 0          | 3          | 2       | 9       | 0,222   | 120    | 158    | 0,759  |

| 1984. július 30. 10:00 | Kína (CHN)            | 3–0 | Brazília (BRA) |  |
| 1984. július 30. 10:00 | (15–13, 15–10, 15–11) |     |                |  |

| 1984. július 30. 18:30 | Egyesült Államok (USA) | 3–0 | NSZK (FRG) |  |
| 1984. július 30. 18:30 | (17–15, 15–8, 15–10)   |     |            |  |

| 1984. augusztus 1. 10:00 | NSZK (FRG)         | 0–3 | Kína (CHN) |  |
| 1984. augusztus 1. 10:00 | (5–15, 6–15, 3–15) |     |            |  |

| 1984. augusztus 1. 18:30 | Egyesült Államok (USA)            | 3–2 | Brazília (BRA) |  |
| 1984. augusztus 1. 18:30 | (12–15, 10–15, 15–5, 15–5, 15–12) |     |                |  |

| 1984. augusztus 3. 10:00 | Kína (CHN)                  | 1–3 | Egyesült Államok (USA) |  |
| 1984. augusztus 3. 10:00 | (13–15, 15–7, 14–16, 12–15) |     |                        |  |

| 1984. augusztus 3. 18:30 | Brazília (BRA)       | 0–3 | NSZK (FRG) |  |
| 1984. augusztus 3. 18:30 | (9–15, 14–16, 11–15) |     |            |  |

### B csoport
|                 |      | Mérkőzések | Mérkőzések | Szettek | Szettek | Szettek | Pontok | Pontok | Pontok |
| Csapat          | Pont | Gy         | V          | Sz+     | Sz–     | SzA     | P+     | P–     | PA     |
| --------------- | ---- | ---------- | ---------- | ------- | ------- | ------- | ------ | ------ | ------ |
| Japán (JPN)     | 6    | 3          | 0          | 9       | 1       | 9,000   | 143    | 73     | 1,959  |
| Peru (PER)      | 5    | 2          | 1          | 6       | 5       | 1,200   | 123    | 125    | 0,984  |
| Dél-Korea (KOR) | 4    | 1          | 2          | 6       | 6       | 1,000   | 137    | 125    | 1,096  |
| Kanada (CAN)    | 3    | 0          | 3          | 0       | 9       | 0,000   | 55     | 135    | 0,407  |

| 1984. július 30. | Peru (PER)          | 3–0 | Kanada (CAN) |  |
| 1984. július 30. | (15–9, 15–10, 15–4) |     |              |  |

| 1984. július 30. | Japán (JPN)               | 3–1 | Dél-Korea (KOR) |  |
| 1984. július 30. | (8–15, 15–11, 15–2, 15–7) |     |                 |  |

| 1984. augusztus 1. | Kanada (CAN)        | 0–3 | Dél-Korea (KOR) |  |
| 1984. augusztus 1. | (10–15, 1–15, 3–15) |     |                 |  |

| 1984. augusztus 1. | Japán (JPN)        | 3–0 | Peru (PER) |  |
| 1984. augusztus 1. | (15–8, 15–7, 15–5) |     |            |  |

| 1984. augusztus 3. | Peru (PER)                      | 3–2 | Dél-Korea (KOR) |  |
| 1984. augusztus 3. | (15–8, 15–6, 7–15, 6–15, 15–13) |     |                 |  |

| 1984. augusztus 3. | Japán (JPN)        | 3–0 | Kanada (CAN) |  |
| 1984. augusztus 3. | (15–6, 15–6, 15–6) |     |              |  |

## Egyenes kieséses szakasz

### Az 5–8. helyért
| 1984. augusztus 5. 10:00 | Kanada (CAN)       | 0–3 | NSZK (FRG) |  |
| 1984. augusztus 5. 10:00 | (5–15, 7–15, 1–15) |     |            |  |

| 1984. augusztus 5. 10:00 | Dél-Korea (KOR)             | 3–1 | Brazília (BRA) |  |
| 1984. augusztus 5. 10:00 | (13–15, 15–13, 15–9, 15–10) |     |                |  |

### Elődöntők
| 1984. augusztus 5. 18:30 | Peru (PER)           | 0–3 | Egyesült Államok (USA) |  |
| 1984. augusztus 5. 18:30 | (14–15, 9–15, 10–15) |     |                        |  |

| 1984. augusztus 5. 18:30 | Japán (JPN)         | 0–3 | Kína (CHN) |  |
| 1984. augusztus 5. 18:30 | (10–15, 7–15, 4–15) |     |            |  |

### A 7. helyért
| 1984. augusztus 7. 10:00 | Kanada (CAN)       | 0–3 | Brazília (BRA) |  |
| 1984. augusztus 7. 10:00 | (9–15, 3–15, 8–15) |     |                |  |

### Az 5. helyért
| 1984. augusztus 7. 10:00 | Dél-Korea (KOR)      | 3–0 | NSZK (FRG) |  |
| 1984. augusztus 7. 10:00 | (15–10, 15–10, 15–2) |     |            |  |

### Bronzmérkőzés
| 1984. augusztus 9. 16:00 | Japán (JPN)                | 3–1 | Peru (PER) |  |
| 1984. augusztus 9. 16:00 | (13–15, 15–4, 15–7, 15–10) |     |            |  |

### Döntő
| 1984. augusztus 9. 20:00 | Kína (CHN)          | 3–0 | Egyesült Államok (USA) |  |
| 1984. augusztus 9. 20:00 | (16–14, 15–3, 15–9) |     |                        |  |

| Az 1984. évi nyári olimpiai játékok női röplabdatornájának olimpiai bajnoka |
| · KÍNA · 1. cím                                                             |
| --------------------------------------------------------------------------- |

## Végeredmény
|          |                        |      | Mérkőzések | Mérkőzések | Szettek | Szettek | Szettek | Pontok | Pontok | Pontok |
| Helyezés | Csapat                 | Pont | Gy         | V          | Sz+     | Sz–     | SzA     | P+     | P–     | PA     |
| -------- | ---------------------- | ---- | ---------- | ---------- | ------- | ------- | ------- | ------ | ------ | ------ |
| Arany    | Kína (CHN)             | 9    | 4          | 1          | 13      | 3       | 4,333   | 235    | 148    | 1,588  |
| Ezüst    | Egyesült Államok (USA) | 9    | 4          | 1          | 12      | 6       | 2,000   | 239    | 218    | 1,096  |
| Bronz    | Japán (JPN)            | 9    | 4          | 1          | 12      | 5       | 2,400   | 222    | 154    | 1,442  |
| 4.       | Peru (PER)             | 7    | 2          | 3          | 7       | 11      | 0,636   | 192    | 229    | 0,838  |
|          |                        |      |            |            |         |         |         |        |        |        |
| 5.       | Dél-Korea (KOR)        | 8    | 3          | 2          | 12      | 7       | 1,714   | 240    | 194    | 1,237  |
| 6.       | NSZK (FRG)             | 7    | 2          | 3          | 6       | 9       | 0,667   | 160    | 184    | 0,870  |
| 7.       | Brazília (BRA)         | 6    | 1          | 4          | 6       | 12      | 0,500   | 212    | 236    | 0,898  |
| 8.       | Kanada (CAN)           | 5    | 0          | 5          | 0       | 15      | 0,000   | 88     | 225    | 0,391  |